# Great Alpine Road

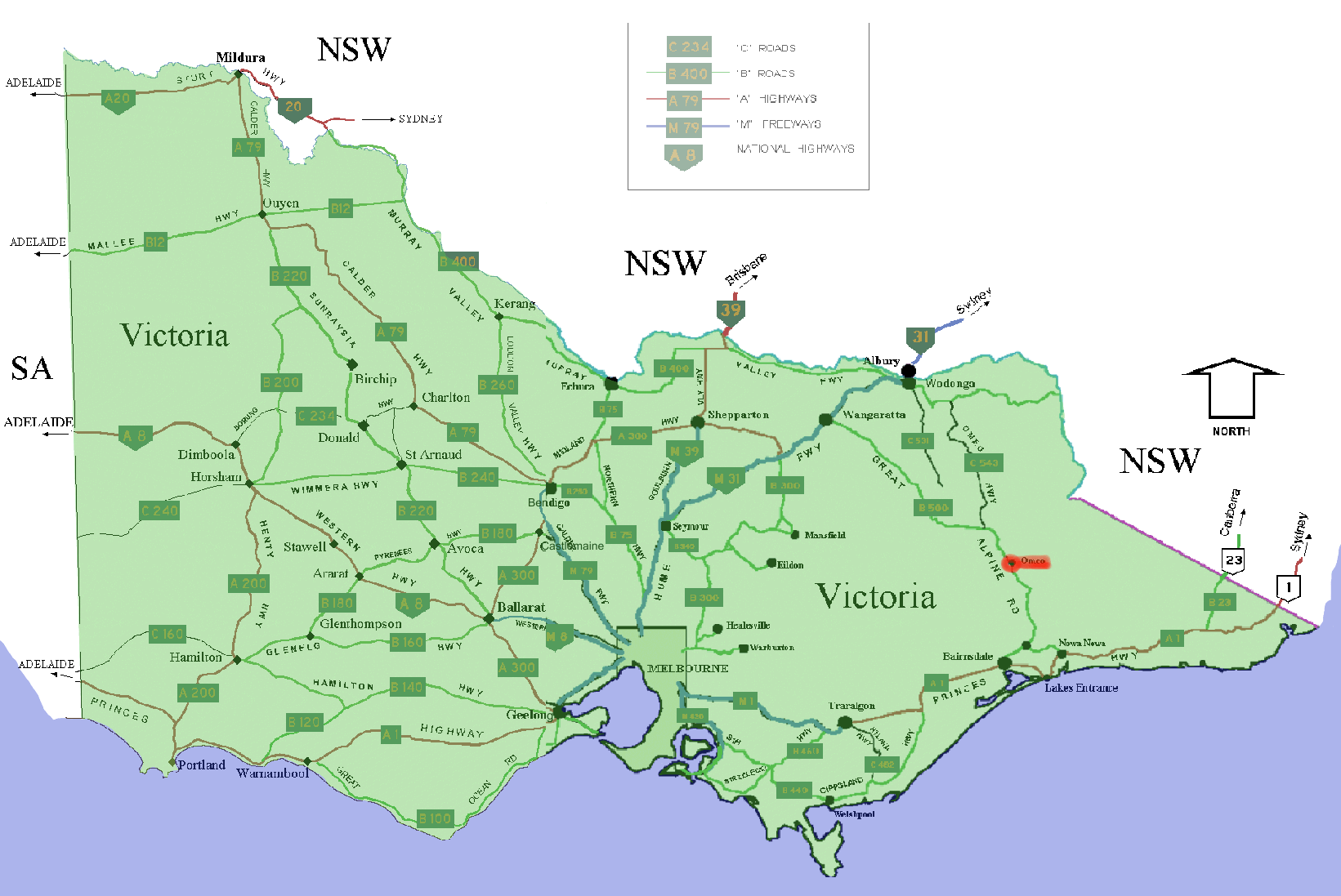
Le Victoria et la Great Alpine Road

La Great Alpine Road () est une route touristique située au Victoria, en Australie, qui va de Wangaratta au nord à Bairnsdale à l'est et passant par les Alpes australiennes. Elle porte ce nom car elle est considérée comme étant la route de montagne équivalente à la célèbre Great Ocean Road dans le sud-ouest de l'État. 
La Great Alpine Road serpente à travers montagnes, vallées et forêts, longe rivières, vignobles et fermes. Longue de 303 kilomètres, elle est la plus haute route goudronnée d'Australie ouverte toute l'année. Dans sa portion sur le mont Hotham elle passe à 1 840 m d'altitude et est donc recouverte de neige pendant les mois d'hiver et doit être dégagée environ une fois par jour. Des conditions météorologiques extrêmes peuvent parfois entraîner encore sa fermeture entre Harrietville et Omeo. 
La Great Alpine Road relie le nord-est du Victoria avec le Gippsland. Elle a été achevée avec l'ouverture du tronçon entre Mont Hotham et Dinner Plain et a été officiellement inaugurée le 4 avril 1998. La route par elle-même existe depuis l'époque coloniale sous une forme ou une autre, mais n'a pas été goudronnée pendant une grande partie de son histoire et elle n'a reçu sa dénomination actuelle qu'après avoir été entièrement goudronnée.

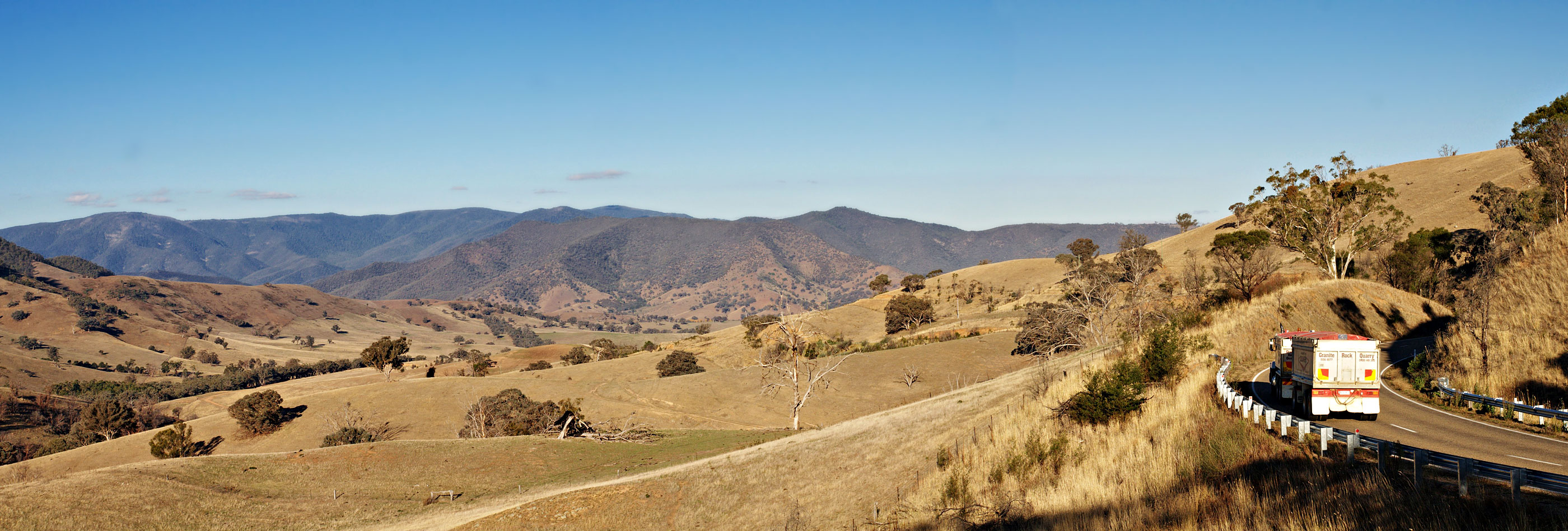
La Great Alpine Road entre Omeo et Swifts Creek.

Actuellement, la Great Alpine Road comprend l'ancienne Ovens Highway entre Wangaratta et Bright, une partie de l'ancienne Omeo Highway entre Omeo et Bruthen ainsi qu'une portion de la Princes Highway de Bruthen à Bairnsdale. 
Les points d'intérêt le long de la route incluent le Mount Buffalo National Park, la ville touristique très fréquentée de Bright, les stations de ski de Mount Hotham et Dinner Plain et l'historique ville minière de l'époque de la ruée vers l'or d'Omeo.

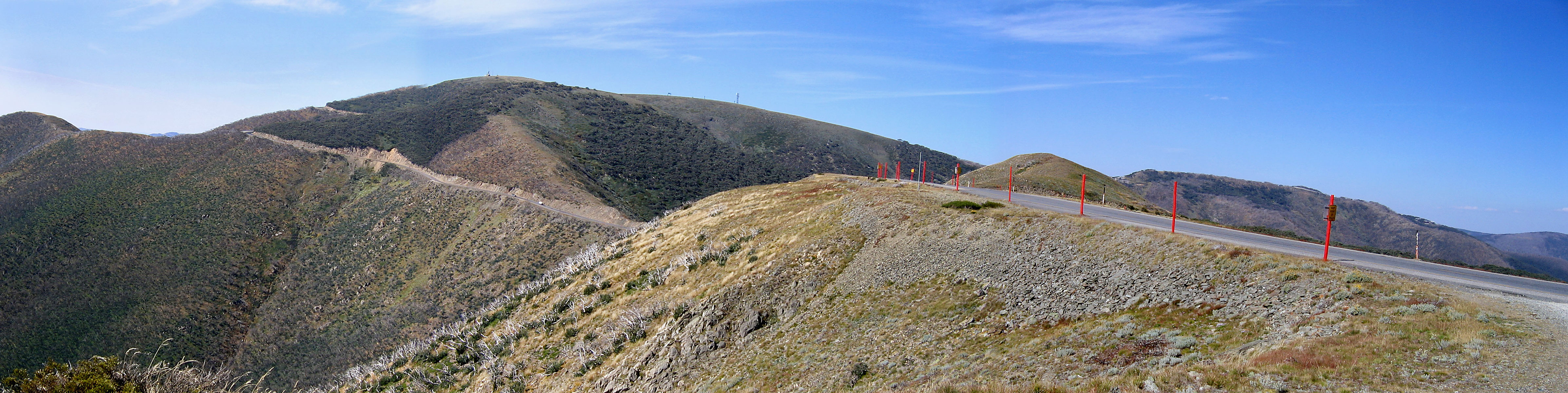
La Great Alpine Road dans sa montée du mont Hotham